# Zvrhlík Homer
Zvrhlík Homer (v anglickém originále Homer Badman) je 9. díl 6. řady (celkem 112.) amerického animovaného seriálu Simpsonovi. Scénář napsal Greg Daniels a díl režíroval Jeffrey Lynch. V USA měl premiéru dne 27. listopadu 1994 na stanici Fox Broadcasting Company a v Česku byl poprvé vysílán 14. ledna 1997 na stanici ČT1.

## Děj
Homer a Marge najmou Ashley Grantovou, feministickou studentku, aby hlídala Barta, Lízu a Maggie, zatímco se účastní srazu cukrářů. Homer oblékne Marge nadměrně velký kabát a doufá, že se mu podaří propašovat co nejvíce sladkostí, včetně vzácné Venuše. Když je Homer přistižen při krádeži gumové Venuše, vyrobí improvizovanou bombu, která vyhodí kongresové centrum do povětří, zatímco on a Marge utečou. 
Tu noc Homer horečně hledá ztracenou gumovou Venuši, dokud mu Marge nepřipomene, že má Ashley odvézt domů. Když vystoupí z auta, uvidí Homer gumovou Venuši přilepenou na jejích kalhotách. Jakmile Homer bonbón popadne, Ashley se otočí a vidí, jak na něj slintá. Ona si nicméně myslí, že má Homer chuť na sex, a tak s křikem utíká, zatímco Homer bonbón jí. 
Druhý den ráno napochoduje na zahradu Simpsonových rozzuřený dav vysokoškoláků a tvrdí, že Homer Ashley sexuálně obtěžoval. Odmítají uvěřit Homerovu vysvětlení a pronásledují ho. Bulvární zpravodajský pořad Rock Bottom odvysílá rozhovor s Homerem, který je selektivně sestříhán a prezentován vytržený z kontextu, aby z něj udělal úchyla. Vzniklý mediální cirkus nepřetržitě monitoruje Simpsonovy doma a jejich pohyb. Homerova pověst je ještě více pošpiněna poté, co ho Dennis Franz v televizním filmu vylíčí jako nenapravitelného sexuálního predátora. 
Líza a Marge navrhnou, aby Homer natočil svou verzi příběhu pro veřejnoprávní kabelovou televizi, ale protože se vysílá ve špatném vysílacím čase, uvidí ho jen málo diváků a podaří se mu jen rozzlobit stařičkého cyklistu. Školník Willie, který rád natáčí a sleduje amatérská videa, zhlédne Homerovu nahrávku. Ukáže Simpsonovým svou videokazetu s tím, co se skutečně stalo tu noc, kdy Homer odvezl Ashley domů. Po jejím zhlédnutí se Ashley a médiím omluví za to, že Homera označili za zrůdu.

## Produkce
Scenárista epizody Greg Daniels původně tento díl koncipoval jako epizodu zaměřenou spíše na protichůdné názory Lízy a Homera na feminismus. Nakonec se z epizody stala spíše satira na média a televizní pořady jako Hard Copy. David Mirkin, tehdejší showrunner seriálu, se velmi silně cítil na „bulvarizaci médií“ a uvedl, že epizoda byla v roce 2005 stejně aktuální jako v té době a od té doby se situace zhoršila. Několik gagů v dílu je založeno na tom, co by dělaly skutečné pořady jako Hard Copy, jako je například vytváření dojmu, že lidé jsou vinni bez soudu, a také vytváření naprostého narušení soukromí tím, že se před domy lidí postaví tábor. Talk show Ben, kterou moderuje medvěd jménem „Gentle Ben“ s mikrofonem na hlavě, odráží pocit autorů, že talk show může moderovat kdokoli, protože k tomu potřebuje jen mikrofon a publikum. 
Dennis Franz byl druhou volbou scenáristů pro dabéra, který v televizní dramatizaci namlouvá Homera, podle komentáře na DVD byl původní dabér více „soudkovitý“.

## Kulturní odkazy
Během kongresu se z interkomu ozve hlas, že recepce „hledá pana Goodbara“. Akční pasáž na srazu cukrářů je „založena na všech filmech s Brucem Willisem, které kdy byly natočeny“. Homerova představa života pod vodou je parodií na píseň „Under the Sea“ z Disneyho filmu Malá mořská víla. Epizoda také obsahuje parodie na Hard Copy, Sally Jessy Raphael, Late Show s Davidem Lettermanem a mediální pokrytí kauzy O. J. Simpsona.

## Přijetí
V původním vysílání skončil díl v týdnu od 21. do 27. listopadu 1994 na 50. místě ve sledovanosti s ratingem 9,5, což odpovídá přibližně 9,1 milionu domácností. V tom týdnu byl nejlépe hodnoceným pořadem na stanici Fox, když předstihl seriál Ženatý se závazky.
Podle Davida Mirkina má epizoda mezi fanoušky Simpsonových velmi vysoké hodnocení.
V žebříčku 25 nejlepších epizod Simpsonových, který sestavil časopis Entertainment Weekly v roce 2003, se díl umístil na 18. místě.
Deník The Daily Telegraph charakterizoval epizodu jako jeden z 10 nejlepších televizních dílů Simpsonových.
V roce 2003 při prvním setkání Rickyho Gervaise, spolutvůrce a hvězdy seriálu Kancl, se scenáristou epizody Gregem Danielsem Gervais prozradil, že se jedná o jeho nejoblíbenější epizodu seriálu Simpsonovi. Daniels později adaptoval Kancl pro americkou televizi.